# 이종전
이종전(李鍾殿, 1956년 5월 3일~)은 대한민국의 목사이며 신학교수이다. 대한신학대학원대학교에서 교수를 역임하였고, 현재 개혁파신학연구소 소장, 인천기독교역사문화연구원 원장, 대한예수교장로회(대신) 신학위원회 위원장, 그리고 대신총회신학연구원 원장이다. 개혁파 신학, 한국장로교회사, 김치선 박사 연구, 한국기독교역사 연구의 전문가로 평가받는다. 그의 부친이 대한예수교장로회(합동)에서 여러 임원을 역임한 이봉재 목사이다.

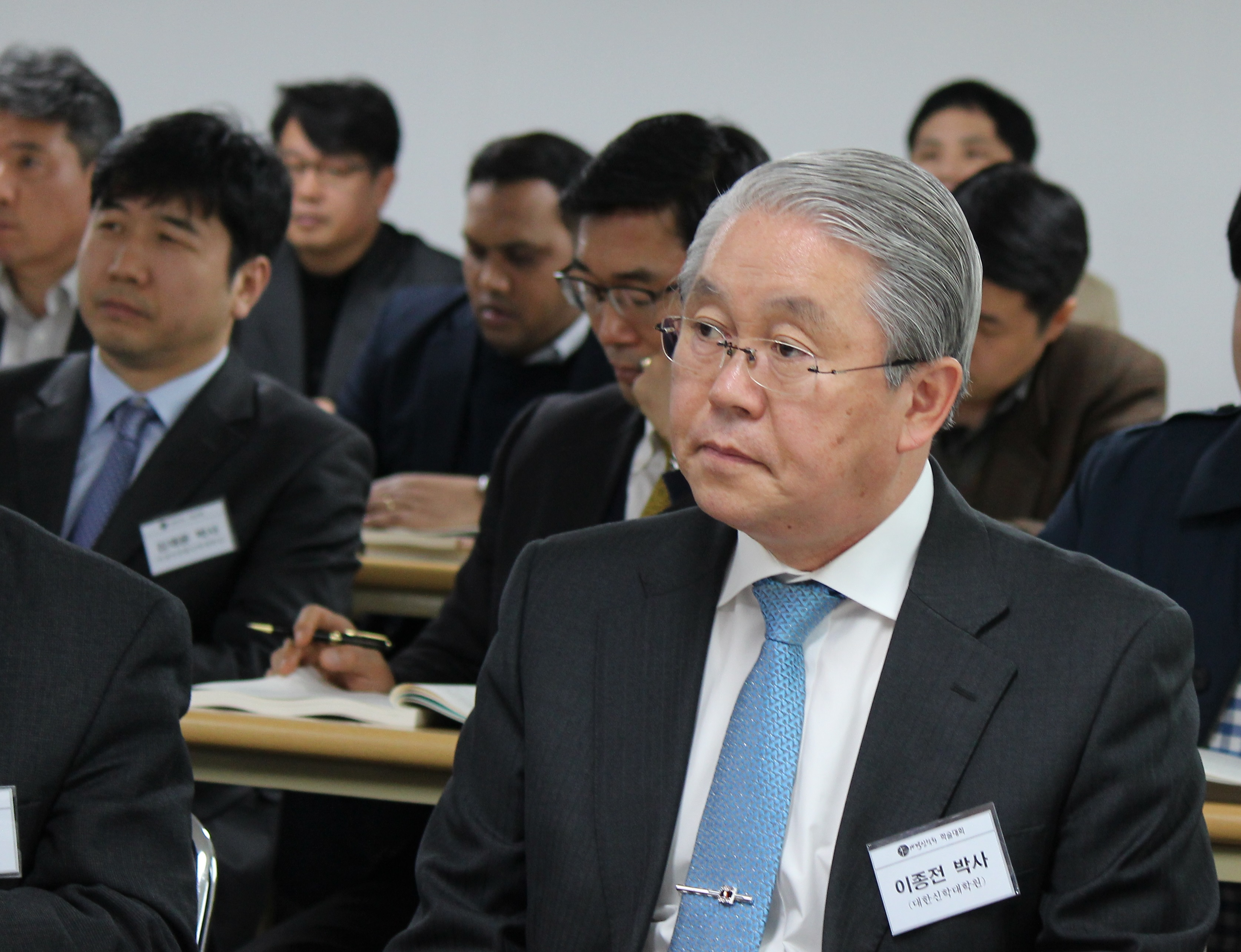
이종전 박사

## 학력
- 대한신학교 (안양대학교 전신) 신학과
- 아세아연합신학대학원 M.A. in Th.(ATA)
- 일본 神戶改革派神學校 Th.M eq.
- 미국 Ashland Theological Seminary 박사(D.Min.)

## 경력
- 대한신학대학원대학교
- 대한신학대학원대학교 교학처장및 대학원장 역임
- 대신총회신학연구원 원장
- 개혁파신학연구소 소장
- 인천기독교역사문화연구원 원장
- (재)유나이티드문화재단 이사
- 사회복지법인 보라매 감사
- (사)기독교역사문화연구회 감사
- 대한예수교장로회(대신) 총회신학위원회 위원장
- 대한예수교장로회(대신) 총회 교단사편찬위원회 위원장
- 경서노회 노회장
- 어진내교회 목사
- 한국개혁주의연구소 위원

## 저서및 번역서
1. 웨스트민스터 신앙고백 강해 I. II., (만수남부교회, 2000)
2. 내가 그로라,(아벨서원, 2002)
3. 우리가 주를 보았노라, (아벨서원, 2003)
4. 교회생활 바른 용어집, (예장총회출판부, 2004)
5. 한국교회 어리로 가고 있는가, (대한신대원출판부, 2010)
6. 총회50년사, (총회출판국, 2011) 공저
7. 한국장로교회사, (아벨서원, 2014)
8. 주님에게 길을 묻다, (아벨서원, 2014) 공저
9. 칼빈과 복음신앙, (아가페문화사, 2018) 공저
10. 한국교회를 빛낸 칼빈주의자들, (킹덤북스, 2019) 공저
11. 모든 것 위에 사랑을 ..., (아벨서원, 2019) 공저
12. 인천기독교 135년사 1.2., (아벨서원, 2020) 공저
13. 선택받은 섬 백령도, (아벨서원, 2020) 공저
14. 김치선의 생애와 신학, (아벨서원, 2020)
15. 한국기독교신앙의 유산을 찾아서 – 인천편, (아벨서원, 2020)
16. 서 있는 바람(수필과 비평사, 2005)
17. 철없는 백로(수필과 비평사, 2007)
18. 위험한 동거(수필과 비평사, 2013)
19. 外 총회(대신) 주일학교 및 구역공과 다수
20. 그리워지는 목회자들
21. 기억하고 싶은 목회자들 1
22. 김치선박사의 생애와 신학
23. 록음악의 사탄적 현상, Bob Larson,(도서출판 예루살렘, 1989)
24. 크리스천 록, Dan Peters, Steve Peters & Cher Merrill,(도서출판 예루살렘, 1991)
25. 성경적 종말론 연구, W. J. Grier,(도서출판 예루살렘, 1991)
26. 세계 장로교회의 신앙과 역사 이야기, Walter L. Lingle,(도서출판 예루살렘, 1992)
27. 나는 하나님을 믿습니다, Klaas Runia, (도설출판 예루살렘, 1995)
28. 핸드릭슨의 주제별 종말론 연구, William Handriksen,(도서출판 예루살렘, 1994)
29. 장로교회의 정치원리, John Mcperson,(아벨서원, 2002)
30. 개혁파신앙이란 무엇인가, 牧田吉和,(아벨서원, 2002)
31. 현대의 종교개혁, KLaas Runia, (아벨서원, 2004)
32. 도르트총회 기독교 신앙을 정의하다, 牧田吉和, (아벨서원, 2019)

### 편찬서
1. 김치선 전집 1권 – 복음의 진수,(대한예수교장로회 대신총회출판국, 2021)
2. 김치선 전집 2권 – 구약사기,(대한예수교장로회 대신총회출판국, 2021)
3. 김치선 전집 3권 – 에배소서.갈라디아서 주해(대한예수교장로회 대신총회출판국, 2021)
4. 김치선 전집 4권 – 설교집,(대한예수교장로회 대신총회출판국, 2021)

## 논문
1. “H. Butterfield의 역사관 연구”(1988) 아세아연합신학대학교
2. “進步主義 歷史觀に關する一考察”(1991) 神戶改革派神學校
3. “개혁파 전통에 있어서 성례전과 목회”
4. “한국교회의 신앙과 교회형성을 위한 대한”
5. “종교개혁사상에 나타난 개혁주의와 그 신학”
6. “빈야드 운동에 대한 연구보고서-Vineyard Movement에 대한 역사적 규명”( ) 제33회 총회보고
7. “강해설교시대는 지났는가?”
8. “개혁파교회에 있어서 신조의 위치”
9. “공교회로서 교회연합의 가능성과 그 원리”
10. “한국장로교회에 있어서 개혁파신학의 형성에 관한 소고”
11. “역사적 개혁파교회로서의 대신총회”
12. “섭리신앙으로서의 기독교”
13. “삼백만부흥운동에 나타난 김치선의 신학사상연구”
14. “칼빈의 교회관 이해 I”「성경신앙」제7호(1995)
15. “칼빈의 교회관 연구 II”「성경신앙」제8호(1995)
16. “Westminster Confession에 나타난 최후의 심판에 대한 소고”「성경신앙」제11호(1998)
17. “장로교회 형성의 원리 I”「성경신앙」제11호(1998)
18. “장로교회 형성의 원리 II”
19. “21세기 교회의 개혁적 형성”「성경신앙」제12호(1999)
20. “개혁파신학에 있어서 윤리의 위치” 「성경신앙」제13호(1999)
21. “한국교회의 무속적 현상과 그 극복”「성경신앙」제14호(2000)
22. “상실시대의 대답으로써의 성경신앙”「성경신앙」제15호(2000)
23. “성경적 소유와 분배원리에 따른 교회의 역할”「성경신앙」제16호(2001)
24. “권징과 성경신앙-Westminster Confession 30장을 중심으로”「성경신앙」제17호(2001)
25. “성경적 정치원리-Westminster Confession 23장을 중심으로”「성경신앙」제18호(2002)
26. “양심의 자유와 그리스도인의 삶-Westminster Confession 20장을 중심으로”「성경신앙」제19호(2002)
27. “언약신앙의 입장에서 본 주 5일 근무제”「성경신앙」제20호(2003)
28. “한국교회에 있어서 개혁파신학의 형성에 관한 소고”(2004. 11. 1.) 안양신대원 세미나
29. “공교회로서의 교회연합의 가능성과 그 원리”(2005. 8. 15.) 서울노회 수련회
30. “역사적 종교로서의 기독교”「성경신앙」제21호(2005)
31. “한국장로회사에 있어서 대신총회의 역사적 신학적 정통성에 관한 소고” 「성경신앙」 제22권(2006)
32. “한국교회의 성장 지향적 부흥운동에 나타난 실용주의적 문제에 대한 소고”(2007. 8. 27.)
33. “한국교회의 포퓰리즘적 현상에 관한 소고” 「성경신앙」통권23호(2008)
34. “韓國敎會のpopulism的 現象に關する一考察”「改革派神學」제 호(2008)
35. “대한신학의 역사적 신학적 정체성에 관한 이해”(2008. 8. 27.) 대한신학대학원
36. “칼빈의 <교회개혁의 필요에 대하여>에 나타난 목사의 자격에 관한 소고”(2008)
37. “삼백만부흥운동에 나타난 김치선의 신학사상” 「대ᄒᆞᆫ논총」제2호(2009)
38. “개혁파신학에 있어서 신조의 위치” 「대ᄒᆞᆫ논총」제2호(2009)
39. “장로주의 정치원리 이해를 위한 소고”「대신논단」제13호(2009)
40. “교단신학 일치를 위한 방향 및 전략” (2010. 2. 18.) 교단교육기관 포럼
41. “<신학과 신조>에 나타난 김치선의 사상” 「대ᄒᆞᆫ논총」제3호(2010.)
42. “신복음주의 정체성에 대한 소고”(2011. 1. 31.) 대신논단
43. “한국교회사에 있어서 삼백만부흥운동에 관한 소고”(2011. 4.)
44. “대신교단의 역사적 신학적 정체성 제고”(2011. 9. 8.) 교단50주년기념대회 세미나
45. “한국의 기독교는 전래되었다”(2012. 3. 22.) 한국교회발전연구원 포럼
46. “관상기도에 대한 이해와 비판”(2012. 6. 18.) 총회신학위원회 세미나
47. “삼백만부흥운동의 성격과 실체에 대한 연구” 「개혁논총」제22권(2012. 6.)
48. “한국장로교회의 공교회성 회복을 위한 제언”(2012. 12. 3.) 한장총 정체회복위원회
49. “한국교회 성장사에 나타난 성장의 원인과 전망”(2013. 1. 3.) 기독교대안학교연합
50. “이머징교회의 이해와 비판” 「부.경교회사연구」제41호(2013. 1.)
51. “창조신앙에 있어서 소명의 위치와 이해”(2014. 2. 24.) 경서노회
52. “성령세례의 단회성과 연속성에 대한 역사적 고찰”(2014. 5. 29.) 총회신학위원회
53. “개혁파교회의 성례전 이해와 실행에 관한 소고-Westminster Confession 27장을 중심으로”「한우물 파는 대신인」(2014)
54. “교회론 이해에 있어서 현대복음주의적 현상” 「Knowing Time」제5호(2015)
55. “교회선언문의 역사적 신학적 의미”(2015. 6. 11.) 총회개혁위원회
56. “교단형성의 원리와 기능에 관한 연구”(2015. 8. 23.) 미래목회연구소
57. “장로주의 원리와 교단형성의 실제”(2015. 12. 12.) 미래목회연구소
58. “마이너스성장시대의 목회전략”(2016. 6. 21.) 미래목회연구소
59. “김치선과 삼백만부흥운동의 의의”「개혁논총」제39권(2016. 9.)
60. “기독교회의 사회적 책임에 대한 소고”(2017. 5. 24.) 미래목회연구소
61. “사상의 전제로서의 성경신앙”「Knowing Times」제9호(2017)
62. “한국교회 개혁적 형성을 위한 제언”(2017. 11. 5.) 신반포중앙교회 종교개혁세미나
63. “츠빙글리의 교회관 이해”(2018. 2. 10.) 종교개혁500주년기념대회 나가노교회
64. “사도적 은사의 단회성과 연속성에 대한 연구”(2018. 5. 16.) 대신목회자대회
65. “도르트신조의 형성과 그 역사적 의미”(2018. 7. 10.) 대신/합신연합세미나
66. “대신교단에 있어서 조석만의 위치”(2018. 12. 4.) 설순1주기 기념강좌
67. “해방 후 김치선의 사역과 그의 신학”(2019. 4. 4.) 미래목회연구소
68. “해방정국에서의 민족일치운동”(2019. 10.28.) 대신남북통일선교회
69. “<복음의 진수>에 나타난 김치선의 사상”(2020. 5. 30.) 한국개혁신학회
70. “기독교사에 있어서 역병과 교회의 대처”(2020. 7. 14.) 미래목회연구소
71. “빈야드 운동에 대한 역사적 신학적 규명”(2005) 대신총회 보고
72. “개혁파 전통에 있어서 성례전과 목회”(2006) 총회신학위원회 세미나
73. “교단신학 일치를 위한 방향과 전략”(2010) 교단교육기관 포럼
74. “교단 신학의 초석과 계보”(2011) 총회50년사 편찬위원회
75. “한국교회 성장사를 통해서 본 목회의 위기와 전망”(2012) 인천기독교포럼
76. “종교개혁자들의 교회관에 관한 연구”(2017) 종교개혁500주년기념세미나
77. “대신교단의 역사적 신학적 정체성”(2018) 대신교단 행정 워크숍
78. “김치선의 해방 이전 행적에 관한 연구”(2021) 개혁신학회
79. “대신교단 60년 약사 – 반성적 소고”(2021) 교단60주년기념세미나
80. “스크랜턴의 생애와 그 업적”(2022) 스크랜턴 서거 100주년기념 심포지엄
81. “윌리엄 린턴과 군산3.5독립만세운동”(2022) 개혁주의신학연구소

## 참고 문헌
- 신원균, 이종전 박사의 생애와 신학, <한국의 신학자들 1> (아벨서원: 2021), 816-847.
- 이종전, 한국장로교회사: 개혁파 신학의 관점에서 다시 쓰다 (아벨서원: 2014)
- 이종전, 그리워지는 목회자들
- 이종전, 영원한 순례자 이봉재 목사, 그리워지는 목회자들 (아벨서원: 2020년), 399-445.

## 같이 보기
- 대신총회신학연구원
- 한국의 신학자 목록
- 개혁신학자
- 김치선
- 한국복음주의신학회
- 한국복음주의실천신학회
- 한국장로교신학회
- 한국개혁신학회
- 신원균 (신학자)
- 한국개혁주의연구소

## 동영상
- C 채녈 성지가 좋다 국내편 71회